# Rómulo Otero
Rómulo Otero Vásquez est un footballeur international vénézuélien né le 9 novembre 1992 à Caracas. Il évolue au poste de milieu de terrain au Nacional.

## Biographie
Il reçoit sa première sélection en équipe du Venezuela le 22 mars 2013, contre l'Argentine (défaite 3-0). Ce match rentre dans le cadre des éliminatoires du mondial 2014.
Il inscrit son premier but avec le Venezuela le 10 septembre 2013, contre le Pérou (victoire 3-2).
Il est ensuite retenu par le sélectionneur Rafael Dudamel, afin de participer à la Copa América Centenario, organisée pour la toute première fois aux États-Unis. Lors de cette compétition, il joue trois matchs.

## Palmarès
Caracas FC
- Champion du Venezuela (1): 2010
- Coupe du Venezuela (1): 2013

 Atlético Mineiro
- Championnat du Minas Gerais (1): 2017